# Pianokwintet

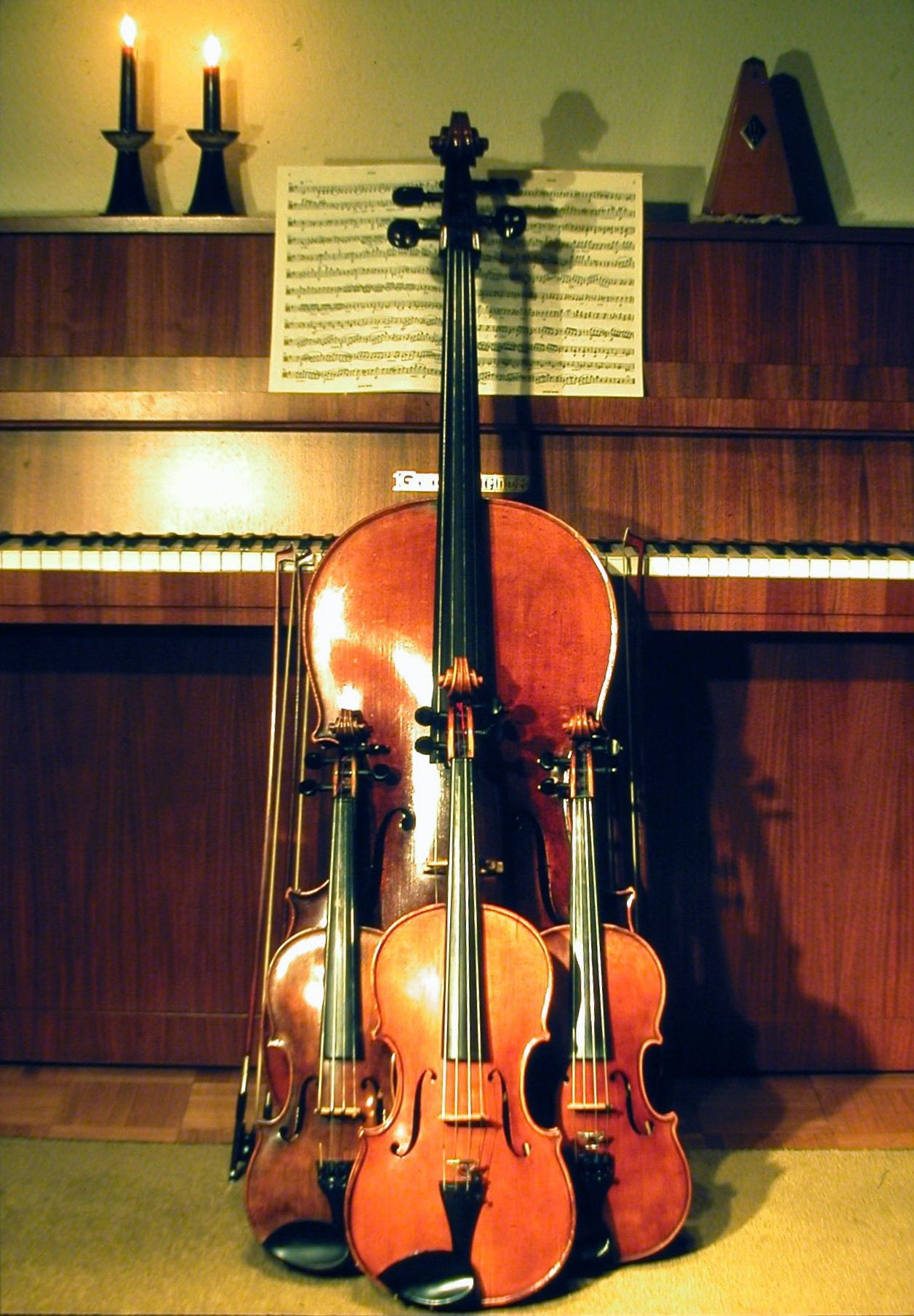
Pianokwintet

Een pianokwintet is een muziekensemble, bestaande uit vier strijkers en een piano. De meest gebruikelijke bezetting is: piano, twee violen, altviool en cello. Ook de kamermuziek die voor deze bezetting wordt geschreven, wordt pianokwintet genoemd.
Het bekendste pianokwintet is waarschijnlijk het Forellenkwintet van Schubert uit 1819, met een contrabas in plaats van de tweede viool. Ook het pianokwintet van Mozart, waarin blazers de plaats van strijkers innemen, en die van Robert Schumann en Johannes Brahms zijn geliefde composities.
Slechts weinig componisten hebben meer dan één pianokwintet geschreven. Luigi Boccherini schreef met afstand de meeste pianokwintetten, namelijk twaalf. In de negentiende eeuw schreven met name Gabriel Fauré en Antonín Dvořák elk twee pianokwintetten. Ook in de 20e eeuw schreven componisten pianokwintetten, zoals Edward Elgar, Max Reger, Dmitri Sjostakovitsj, Alfred Schnittke, Hans Werner Henze, Nikolaj Medtner, Shigeru Kan-no en John Adams. Bohuslav Martinů, Julius Röntgen en Franz Schmidt schreven elk meer dan twee composities voor deze bezetting.

## Overzicht pianokwintetten
Tenzij anders vermeld, is de bezetting piano, twee violen, altviool en cello.
- John Adams
  - pianokwintet (1970)
- Thomas Adès
  - pianokwintet (2000)
- Kalevi Aho
  - Kwintet voor piano en blazers (hobo, klarinet, fagot, hoorn en piano, 2013)
- Elfrida Andrée
  - pianokwintet in e-klein (1865)
- Anton Arenski
  - pianokwintet op. 51 (1900)
- Jón Asgeirsson
  - pianokwintet (1975)
- Kurt Atterberg
  - pianokwintet op. 31a, bewerking van zijn 6e symfonie Dollar (1928/1942)
- Grażyna Bacewicz
  - pianokwintet nr. 1 (1952)
  - pianokwintet nr. 2 (1965)
- Béla Bartók
  - pianokwintet B77 (1904)
- Waldemar von Baußnern
  - pianokwintet, met klarinet, hoorn, viool en cello (1898)
- Arnold Bax
  - Pianokwintet in g-klein (1915)
- Amy Beach
  - pianokwintet in fis-klein op. 67
- Ludwig van Beethoven
  - pianokwintet in Es-groot op. 16 (voor piano, hobo, klarinet, hoorn en fagot) (1796)
- Wilhelm Berger
  - pianokwintet  in f-klein, op. 95
- Franz Berwald
  - pianokwintet in twee delen
  - pianokwintet nr. 1 in c klein (1853)
  - pianokwintet nr. 2 in A groot (1857)
- Ernest Bloch
  - pianokwintet nr. 1 (1923)
  - pianokwintet nr. 2  (1957)
- Luigi Boccherini
  - Op. 56 No.1 in e-klein, G 407
  - Op. 56 No.2 in F-groot, G 408
  - Op. 56 No.3 in C-groot, G 409
  - Op. 56 No.4 in Es-groot, G 410
  - Op. 56 No.5 in D-groot, G 411
  - Op. 56 No.6 in a-klein, G 412
  - Op. 57 No.1 in A-groot, G 413
  - Op. 57 No.2 in Bes-groot, G 414
  - Op. 57 No.3 in e-klein, G 415
  - Op. 57 No.4 in d-klein, G 416
  - Op. 57 No.5 in E-groot, G 417
  - Op. 57 No.6 in C-groot, G 418
- Aleksander Borodin
  - pianokwintet in c-klein (1862)
- Johannes Brahms
  - pianokwintet in f-klein op. 34 (1864)
- Frank Bridge
  - pianokwintet in d-klein (1905/1912)
- Marc Briquet
  - pianokwintet
- Max Bruch
  - pianokwintet (1918)
- Charles Cadman
  - pianokwintet in g-klein (1937)
- André Caplet
  - pianokwintet, met dwarsfluit, klarinet, hobo, fagot
- Elliott Carter
  - kwintet voor piano en blazers (1991)
  - pianokwintet (1997)
- Alexis de Castillon
  - pianokwintet op. 1 in Es-groot (1863/4)
- George Whitefield Chadwick
  - pianokwintet in Es-groot (1887)
- Samuel Coleridge
  - pianokwintet op. 1
- Johann Baptist Cramer
  - pianokwintet op. 69 in E-groot Amicitia (1824)
  - pianokwintet op. 79 in Bes-groot, met contrabas in plaats van 2e viool (1832)
- Michael Denhoff
  - Hauptweg und Nebenwege - Aufzeichnungen op. 83 voor pianokwintet (1998)
- Ernő Dohnányi
  - pianokwintet nr. 1 in c-klein op. 1 (1895)
  - pianokwintet nr. 2 in Es-groot  op. 26 (1914)
- Felix Draeseke
  - pianokwintet op. 48 in Bes-groot, met hoorn in plaats van 2e viool
- Gabriel Dupont
  - Poème voor piano en strijkkwartet (1911)
- Jan Ladislav Dussek
  - pianokwintet op. 41, met contrabas in plaats van 2e viool (1799)
- Antonín Dvořák
  - pianokwintet in A-groot, Op. 5 (1872)
  - pianokwintet in A-groot, Op. 81 (1887)
- Edward Elgar
  - pianokwintet in a-klein op. 84  (1918)
- George Enescu
  - pianokwintet in a-klein, Op. 29 (1940)
- Sven Englund
  - pianokwintet
- Louise Farrenc
  - pianokwintet nr. 1 in a-klein op. 30, met contrabas in plaats van 2e viool
  - pianokwintet nr. 2 in E-groot op. 31, met contrabas in plaats van 2e viool
- Gabriel Fauré
  - pianokwintet nr. 1 in d-klein op. 89 (1905)
  - pianokwintet nr. 2 in c-klein op. 115 (1921)
- Morton Feldman
  - pianokwintet (1985)
- Zdeněk Fibich
  - pianokwintet op. 42 in D-groot, met klarinet, hoorn, viool, cello (1893)
- Ross Lee Finney
  - pianokwintet nr. 1
  - pianokwintet nr. 2 (1961)
- Aloys Fleischmann
  - pianokwintet
- Paul le Flem
  - pianokwintet in e-klein (1909)
- Arthur Foote
  - pianokwintet op. 38
- César Franck
  - pianokwintet in f-klein, M 7 (1879)
- Eduard Franck
  - pianokwintet in D-groot op. 45 (1882)
- Wilhelm Furtwängler
  - pianokwintet in C-groot
- Friedrich Gernsheim
  - pianokwintet no. 1 in d-klein, op. 35
  - pianokwintet no. 2 in b-klein, op. 63 (1897 ?)
- Alberto Ginastera
  - pianokwintet op. 29
- Alexander Goedicke
  - pianokwintet in C-groot op. 21 (1911)
- Hermann Goetz
  - pianokwintet op. 16
- Karl Goldmark
  - pianokwintet nr. 1 in Bes-groot op. 30 (1879)
  - pianokwintet nr. 2 in cis-klein op. 54 (1914/15)
- Otar Gordeli
  - pianokwintet (1950)
- Enrique Granados
  - pianokwintet in g-klein, op. 49
- Sofia Goebaidoelina
  - pianokwintet (1957)
- Reynaldo Hahn
  - pianokwintet in fis-klein (1921)
- Roy Harris
  - pianokwintet
- Heinrich von Herzogenberg
  - pianokwintet op. 17 in C-groot (1876)
  - kwintet op. 43 in Es-groot voor piano, hobo, klarinet, hoorn en fagot (1884)
- Hans Werner Henze
  - pianokwintet
- Joseph Holbrooke
  - pianokwintet op. 44
- Gustav Holst
  - kwintet op. 3, voor piano, hobo, klarinet, hoorn en fagot
- Johann Nepomuk Hummel
  - pianokwintet in Es-groot op. 87, met contrabas in plaats van 2e viool
- Vincent d'Indy
  - pianokwintet op. 81
- Salomon Jadassohn
  - pianokwintet nr. 1 in c-klein, op. 70 (1883)
  - pianokwintet nr. 2 in F-groot, op. 76 (1884)
  - pianokwintet nr. 3 in g-klein op. 126 (1895)
- Paul Juon
  - pianokwintet nr. 1 in d-klein op. 33 (1906)
  - pianokwintet nr. 2 (1909)
- Friedrich Kalkbrenner
  - pianokwintet op. 81
- Shigeru Kan-no
  - pianokwintet WVE-180f (2002)
- Hugo Kaun
  - pianokwintet in As-groot
- Friedrich Kiel
  - pianokwintet in A-groot op. 75
  - pianokwintet in c-klein op. 76
- August Klughardt
  - pianokwintet op. 84 in C-groot
- Charles Koechlin
  - pianokwintet op. 80
- Joonas Kokkonen
  - pianokwintet (1951/53)
- Herman Koppel
  - pianokwintet op. 57
- Erich Korngold
  - pianokwintet op. 15
- Franz Lachner
  - pianokwintet op. 139 in a-klein
  - pianokwintet op. 145 in c-klein
- Edouard Lalo
  - pianokwintet in As-groot
- Kenneth Leighton
  - pianokwintet op. 34
- Gideon Lewesohn
  - pianokwintet
- Lowell Liebermann
  - pianokwintet op. 34 (1990)
- Franz Limmer
  - pianokwintet op. 13 in d-klein "Grand quintuor", met contrabas in plaats van 2e viool
- Albéric Magnard
  - pianokwintet op. 8, met dwarsfluit, klarinet, hobo en fagot (1894)
- Frank Martin
  - pianokwintet (1919)
- Bohuslav Martinů
  - pianokwintet H 35 (1911)
  - pianokwintet No. 1, H 229 (1933)
  - pianokwintet No. 2, H 298 (1944)
- Giuseppe Martucci
  - pianokwintet in C-groot op. 45
- Nikolaj Medtner
  - pianokwintet in C-groot (begonnen in 1903; afgemaakt in 1949)
- Krzysztof Meyer
  - pianokwintet op. 76 (1991)
- Wolfgang Amadeus Mozart
  - pianokwintet KV 452 in Es-groot, met hobo, klarinet, hoorn, fagot
- Lior Navok
  - pianokwintet (2000)
- Vítězslav Novák
  - pianokwintet in a-klein op. 12
- George Onslow
  - pianokwintet op. 70 in b-klein (1846)
  - pianokwintet op. 76 in G-groot "Grand quintetto" (1847)
- Leo Ornstein
  - pianokwintet (1927)
- Nikolai Peyko
  - pianokwintet (2962)
- Dora Pejačević
  - pianokwintet op. 40 in b-klein
- Hans Pfitzner
  - pianokwintet in C-groot, op. 23 (1908)
- Tobias Picker
  - Nova (1979) voor piano, viool, altviool, cello en contrabas
- Gabriel Pierné
  - pianokwintet op. 41
- Walter Piston
  - pianokwintet (1949)
- Quincy Porter
  - pianokwintet (1927)
- Prins Louis Ferdinand van Pruisen
  - pianokwintet op. 1
  - Larghetto met Variaties in G-groot voor pianokwintet opus 11  (uitgegeven in 1806)
- Joachim Raff
  - pianokwintet op. 107 (1862)
- Alan Rawsthorne
  - pianokwintet (1968)
- Max Reger
  - pianokwintet nr. 1 op. post. in c-klein (1897/8)
  - pianokwintet nr. 2 op. 64 in c-klein (1901/2)
- Anton Reicha
  - pianokwintet
- Carl Reinecke
  - pianokwintet op. 83 in A-groot (1865)
- Franz Reizenstein
  - pianokwintet op. 23
- Ottorino Respighi
  - pianokwintet op. 35	(1902)
- Joseph Rheinberger
  - pianokwintet in C-groot op. 114
- Ferdinand Ries
  - pianokwintet op. 74, met contrabas in plaats van 2e viool
- Nikolaj Rimski-Korsakov
  - pianokwintet in Bes-groot (1876), met dwarsfluit, klarinet, hoorn en fagot (1876)
- George Rochberg
  - Electrikaleidoscope voor fluit, klarinet, viool, cello & piano/elektrische piano (1972)
  - pianokwintet (1975)
- Julius Röntgen
  - pianokwintet in C-groot (1900)
  - pianokwintet in A-groot (1911), met dwarsfluit, hobo, klarinet, hoorn
  - pianokwintet op. 100 in a-klein (1927)
  - pianokwintet in G-groot Sentendo nuova forza (1932)
- Miklós Rózsa
  - pianokwintet in f-klein op. 2 (1922)
- Anton Rubinstein
  - pianokwintet op. 99	(1876?)
- Jesus Rueda
  - pianokwintet Bitacora
- Camille Saint-Saëns
  - pianokwintet in a-klein op. 14 (1855)
- Dirk Schäfer
  - pianokwintet op. 5
- Gustave Satter
  - pianokwintet op. 2
- Florent Schmitt
  - pianokwintet
- Franz Schmidt
  - pianokwintet (voor de linkerhand) in G-groot (1926)
  - pianokwintet (voor de linkerhand) in Bes-groot (1932), met klarinet in plaats van 2e viool
  - pianokwintet (voor de linkerhand) in A-groot (1938), met klarinet in plaats van 2e viool
- Alfred Schnittke
  - pianokwintet
- Franz Schubert
  - pianokwintet D667 Forellenkwintet, met contrabas in plaats van 2e viool
- Robert Schumann
  - pianokwintet op. 44
- Cyrill Scott
  - pianokwintet
- Giovanni Sgambati
  - pianokwintet nr. 1 in f-klein op. 4 (1866)
  - pianokwintet nr. 2 in Bes-groot op. 5
- Dmitri Sjostakovitsj
  - pianokwintet op. 57	(1940)
- Jean Sibelius
  - pianokwintet in g-klein (1890)
- Christian Sinding
  - pianokwintet in e-klein op. 5 (1882/84)
- Roger Smalley
  - pianokwintet
- Louis Spohr
  - pianokwintet op. 52 in c-klein, met dwarsfluit, klarinet, hoorn, fagot
  - pianokwintet op. 130
- Charles Stanford
  - pianokwintet op. 25
- Carlos Stella
  - Hockney's Choclo (voor piano, accordeon, viool, elektrische gitaar en bas) (2003)
- Josef Suk
  - pianokwintet in g-klein op. 8 (1893, rev. 1915)
- Sergej Tanejev
  - pianokwintet in g-klein op. 30 (1911)
- Boris Tchaikovsky
  - pianokwintet (1962)
- Ferdinand Heinrich Thieriot
  - pianokwintet op. 20 in D-groot
- Ludwig Thuille
  - pianokwintet in g-klein (1880)
  - pianokwintet in Es-groot op. 20 (1901)
- Ernst Toch
  - pianokwintet op. 64	(1938)
- Donald Francis Tovey
  - pianokwintet in C-groot op. 6
- Joaquín Turina
  - pianokwintet op. 1
- Johann Baptist Vanhal
  - pianokwintet in G-groot
  - pianokwintet in d-klein
  - pianokwintet in Bes-groot op 12 (1784)
- Ralph Vaughan Williams
  - pianokwintet in c-klein, met contrabas in plaats van 2e viool
- Louis Vierne
  - pianokwintet op. 42
- Anton Webern
  - pianokwintet (1907)
- Douglas Weiland
  - pianokwintet op. 8 (1988)
- Mieczysław Weinberg
  - pianokwintet op. 18 (1944)
- Charles–Marie Widor
  - pianokwintet op. 7 (1881?)
  - pianokwintet op. 76
- Ermanno Wolf-Ferrari
  - pianokwintet op. 6 in Des-groot
- Sir Henry Wood
  - pianokwintet, met klarinet, hoorn, viool, cello (1967)
- Felix Woyrsch
  - pianokwintet op. 66 in c-klein
- Yannis Xenakis
  - pianokwintet Akea
- Yitzhak Yedid
  - pianokwintet Since My Soul Loved, (2006)
- Juliusz Zarebski
  - pianokwintet op. 34 in g-klein
- Hermann Zilcher
  - pianokwintet op. 42 in cis-klein